# Franciscus Raphelengius
Franciscus Raphelengius, llatinització del seu nom (en francès: François Ravlenghien o Rapheleng, en neerlandès: Frans van Ravelingen) (Lannoy, 27 de febrer de 1539 - Leiden, 20 de juliol de 1597). Fou un humanista, orientalista, erudit i impressor francoflamenc.

## Biografia
Neix a Lannoy, al nord de França. Estudia primer a Gant i Nuremberg i, després, al Collège de France de París, especialitzant-se en llengües clàssiques i orientals. Al voltant de 1562 estava ensenyant grec a la universitat de Cambridge.
L'any 1663 Raphelengius mou a Anvers, on entra a treballar a la impremta de Christophe Plantin com a corrector científic el 12 de març de 1564. El 23 de juny de 1565 es casa amb la filla major de Plantin, Marguerite, amb qui tingué sis fills.
Durant els preparatius i confecció de la Bíblia Poliglota d'Anvers a la impremta de Plantin (1566-1572) es converteix en un dels principals col·laboradors, corregint diversos llibres i, inclús, escriu un llibre del volum VIII, sobre la llengua caldea.

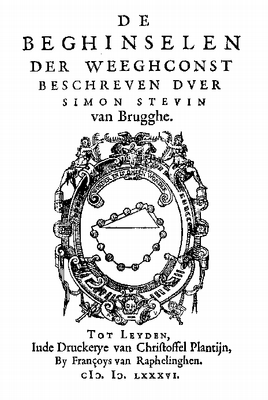
Portada de l'obra De Beghinselen der Weeghconst (1586), de Simon Stevin.

Assentat a Anvers i convertit en un dels puntals de l'Officina Plantiniana junt a Jan Moretus —casat amb Martine, la segona filla de Plantin—, entra a la confraria de Sant Lluc, dels oficis artístics, com a impressor l'any 1575. A l'any següent, amb l'ajuda del seu sogre, instal·la una llibreria a prop de la catedral –gestionada per la seva dona– i Plantin li signa una certificació, com a impressor reial, en la qual el defineix com un erudit poliglota, que serveix per a facilitar que el 10 de febrer de 1576 Raphelengius obtingui la ciutadania d'Anvers.
Mentre Plantin instal·la una impremta a Leiden (1583-1585) Raphelengius es fa càrrec de la direcció tècnica de la impremta a Anvers en uns moments molt conflictius. I una vegada tornat Plantin a Anvers i per a continuar la impremta de Leiden, Plantin la cedeix al seu gendre Franciscus Raphelengius –durant aquest període Raphelengius s'havia declarat obertament calvinista i havia publicat llibres en contra de la Monarquia Hispànica– mitjançant contracte el 26 de novembre de 1585; el qual, el 3 de març de 1586, el succeeix com a impressor de la universitat. El 2 d'abril Plantin ratifica la cessió davant la magistratura d'Anvers.
La seva vinculació a la Universitat de Leiden augmenta i, així, el 20 de juny de 1586 és nomenat lector d'Hebreu i, posteriorment, el 8 de febrer de 1587 entra com a professor de llengües.
A la mort de Christophe Plantin, l'1 de juliol de 1589, Raphelengius i la seva muller hereten la impremta de Leiden. És en aquest mateix any quan comencen a participar en les tasques de l'empresa els seus fills Christopher i Justus Franz que a la seva mort, el 1597, el substituiran en la direcció de l'empresa fins a l'any 1619 en que desapareix la impremta.
Raphelengius durant els seus anys en la direcció de la impremta publica 118 obres de gran qualitat, moltes d'elles amb l'ús de caràcters tipogràfics orientals (àrabs, etíops, hebreus). Entre els seus correctors destaca Jan Theusnisz, mentre que entre els gravadors que li aporten punxons i matrius destaquen Jodocus Hondius i Thomas de Vechter. En 1595 Raphelengius publica un catàleg de nous caràcters tipogràfics àrabs, per a promocionar la impremta.
Algunes de les obres publicades per la impremta de Franciscus Raphelengius són: De Beghinselen der Weeghconst , de Simon Stevin, Expeditio in Indias Occidentales annus MDXXXV, protagonitzada i escrita per Francis Drake; Decem tragoediæ, obres de Sèneca amb Raphelengius i Justus Lipsius com a editors literaris; Epistolarum centuriae duae, de Justus Lipsius; o Institutio linguae syrae, de Kaspar Waser i Andreas Masius.

## Obra
- Variae lectiones et annotatiunculae, quibus Thargum, id est Chaldaica paraphrasis infinitis in locis illustratur et emendatur (1572),[15] estudi inclòs en el volum VIII de la Bíblia Poliglota d'Anvers.
- Lexicon arabicum.[16]